# Rupandehi (district)

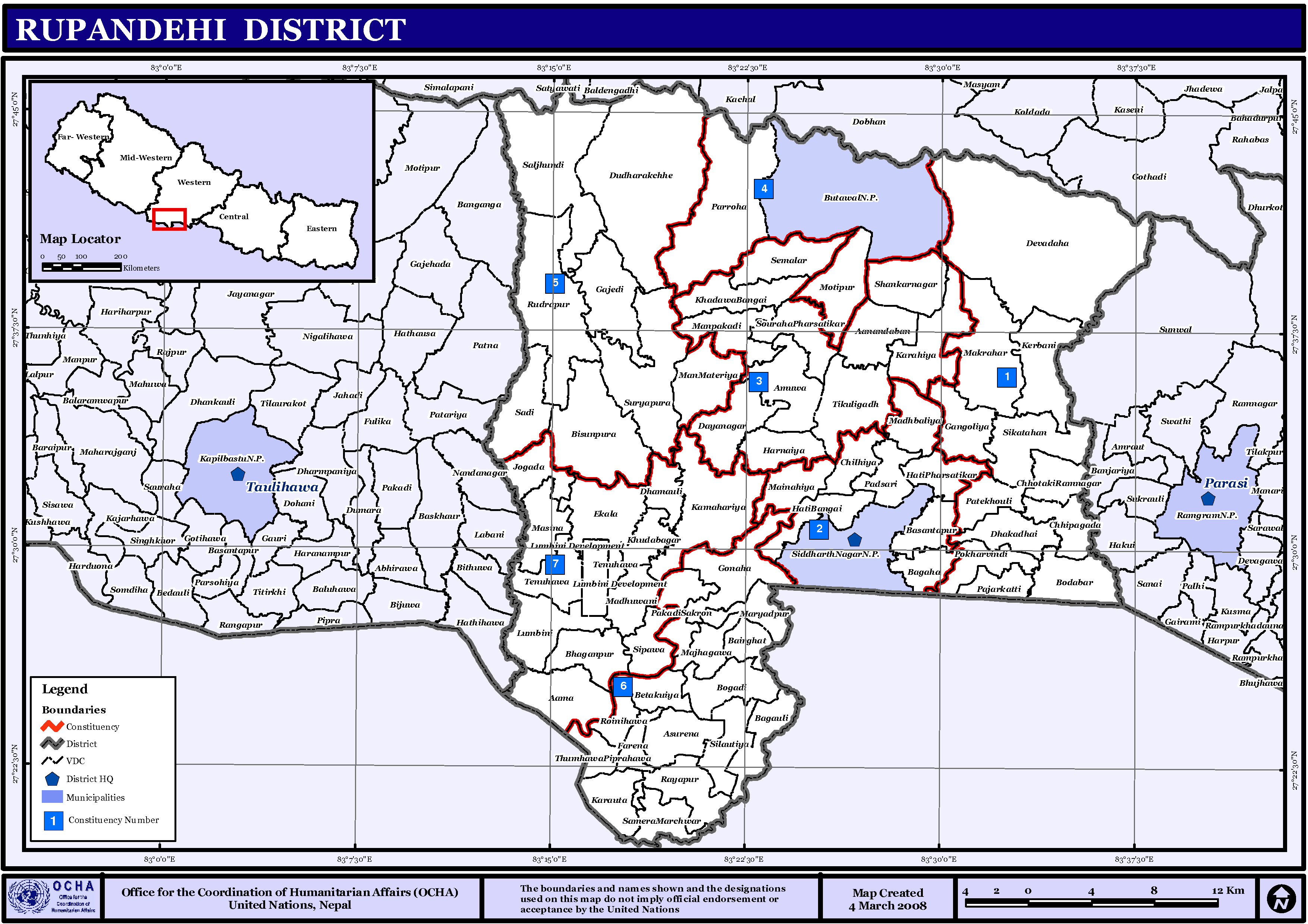
Kaart van Rupandehi

Rupandehi (Nepalees: रुपन्देही) is een van de 75 districten van Nepal. Het district is gelegen in de bestuurlijke zone Lumbini en de hoofdstad is Siddharthanagar.

## Stedenendorpscommissies[2][3]
- Stad: Nepalees: nagarpalika of N.P.; Engels: municipality;
- Dorpscommissie: Nepalees: panchayat; Engels: village development committee of VDC.

- Steden (2): Butwal, Siddharthanagar.
- Dorpscommissies (69): Aama, Aanandaban, Amuwa (of: Paschim Amuwa), Asurena (of: Asuraina), Bagaha, Bagauli, Bairghat, Basantapur, Betakuiya, Bhagawanpur, Bisunpura (of: Bishnupura), Bodabar (of: Bodawar), Bogadi, Chhipagada (of: Chhipagadh), Chhotaki Ramnagar, Chilhiya, Daya Nagar (of: Dayanagar), Devadaha (of: Devdaha), Dhakadhai, Dhamauli, Dudharakchhe (of: Dudharaksha), Ekala, Farena (of: Pharena), Gajedi, Gangoliya, Gonaha, Harnaiya, Hati Bangai, Hati Pharsatikar, Jogada, Kamhariya, Karahiya, Karauta, Kerbani (of: Kerwani), Khadawa Bangai, Khudabagar, Lumbini (of: Lumbini Aadarsha), Madhbaliya (of: Madhawaliya), Madhuwani, Main Materiya (of: Manmateriya), Mainahiya, Majhagawa, Makrahar, Man Pakadi (of: Manpakadi), Maryadpur (of: Maryadapur), Masina, Motipur, Padsari, Pajarkatti, Pakadi Sakron (of: Sakraun Pakadi), Parroha, Patekhouli (of: Patakhauli), Pokharvindi, Rayapur, Rohinhawa (of: Roinihawa), Rudrapur, Sadi, Saljhundi (of: Saljhandi), Samera Marchwar (of: Semara Marchawar), Semalar (of: Semlar), Shankar Nagar, Sikatahan (of: Siktahan), Silautiya, Sipawa, Souraha Phrasatikar (of: Sauraha Pharsatikar), Suryapur, Tenuhawa, Thumhawa Piprahawa (of: Thumhawa Piparhawa), Tikulgadh (of: Tikuligadh).

Achham · 
Arghakhanchi · 
Baglung · 
Baitadi · 
Bajhang · 
Bajura · 
Banke · 
Bara · 
Bardiya · 
Bhaktapur · 
Bhojpur · 
Chitwan · 
Dadeldhura · 
Dailekh · 
Dang · 
Darchula · 
Dhading · 
Dhankuta · 
Dhanusa · 
Dolkha · 
Dolpa · 
Doti · 
Gorkha · 
Gulmi · 
Humla · 
Ilam · 
Jajarkot · 
Jhapa · 
Jumla · 
Kailali · 
Kalikot · 
Kanchanpur · 
Kapilvastu · 
Kaski · 
Kathmandu · 
Kavrepalanchok · 
Khotang · 
Lalitpur · 
Lamjung · 
Mahottari · 
Makwanpur · 
Manang · 
Morang · 
Mugu · 
Mustang · 
Myagdi · 
Nawalparasi · 
Nuwakot · 
Okhaldhunga · 
Palpa · 
Panchthar · 
Parbat · 
Parsa · 
Pyuthan · 
Ramechhap · 
Rasuwa · 
Rautahat · 
Rolpa · 
Rukum · 
Rupandehi · 
Salyan · 
Sankhuwasabha · 
Saptari · 
Sarlahi · 
Sindhuli · 
Sindhulpalchok · 
Siraha · 
Solukhumbu · 
Sunsari · 
Surkhet · 
Syangja · 
Tanahu · 
Taplejung · 
Terhathum · 
Udayapur